# 自由教会

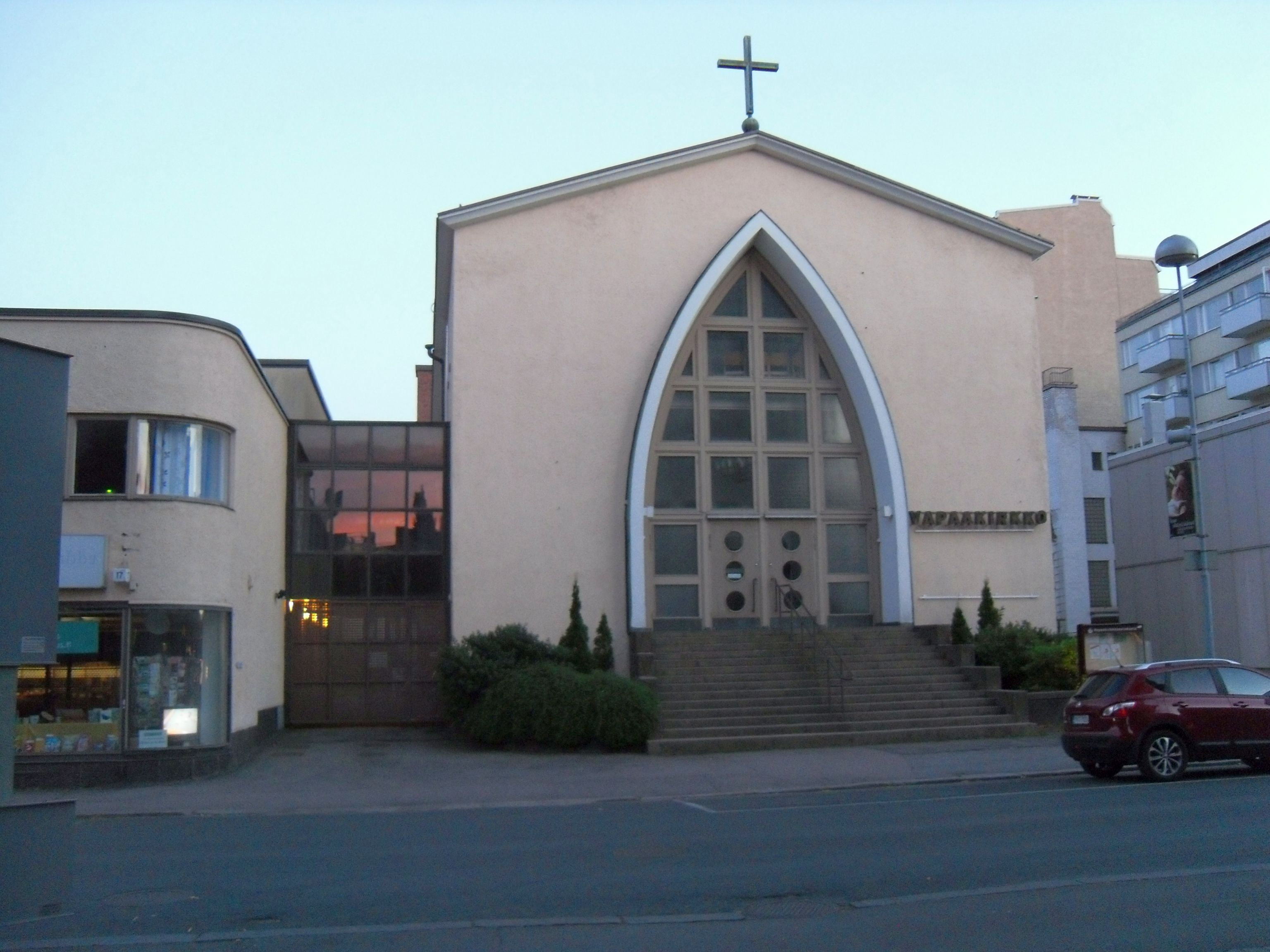
フィンランド、タンペレの自由教会

自由教会、（じゆうきょうかい、Free church）とは、国教会に対し、教会の自立を確保した教会。日本のプロテスタントは、おもに自由教会の宣教師によって伝えられたものである。
自由主義神学（リベラリズム）とは関係が無い。リベラルは教会を国家から分離しようとは願わないとされる。
国教会が強制的に徴収された十分の一税で運営されるのに対し、自由教会では信徒が自発的に献げる自由献金（礼拝献金、什一献金）に支えられている。自由教会の自由献金は神に対する感謝の応答としての献金であり、「自由の象徴」である。

## 歴史
自由教会の直接的な発祥はスコットランドである。スコットランド教会は、ジョン・ノックスの指導のもと1567年にローマ・カトリック教会から離脱した。さらに1740年分離教会が形成され、1843年にトーマス・チャーマーズを指導者としてスコットランド自由教会が誕生した。
オランダ改革派教会は、1834年に分裂。スコットランドのロバートハルデーンが1816年、ジュネーヴに自由教会運動を伝え、アンリ・メルル・ドオビニエを指導者として、ジュネーヴでは1834年に国教会から離脱した。ヌーシャルにおいてはフリデリック・ゴデーの指導のもと1873年に成立。ドイツでは、1835年にエルバーフェルト市でヘルマン・フリードリッヒ・コールブリュッゲ率いる改革派教会のグループが国教会から分離した。